# Anemone tomentosa
Anemone tomentosa là một loài thực vật có hoa trong họ Mao lương. Loài này được (Maxim.) C.Pei mô tả khoa học đầu tiên năm 1933.

## Hình ảnh

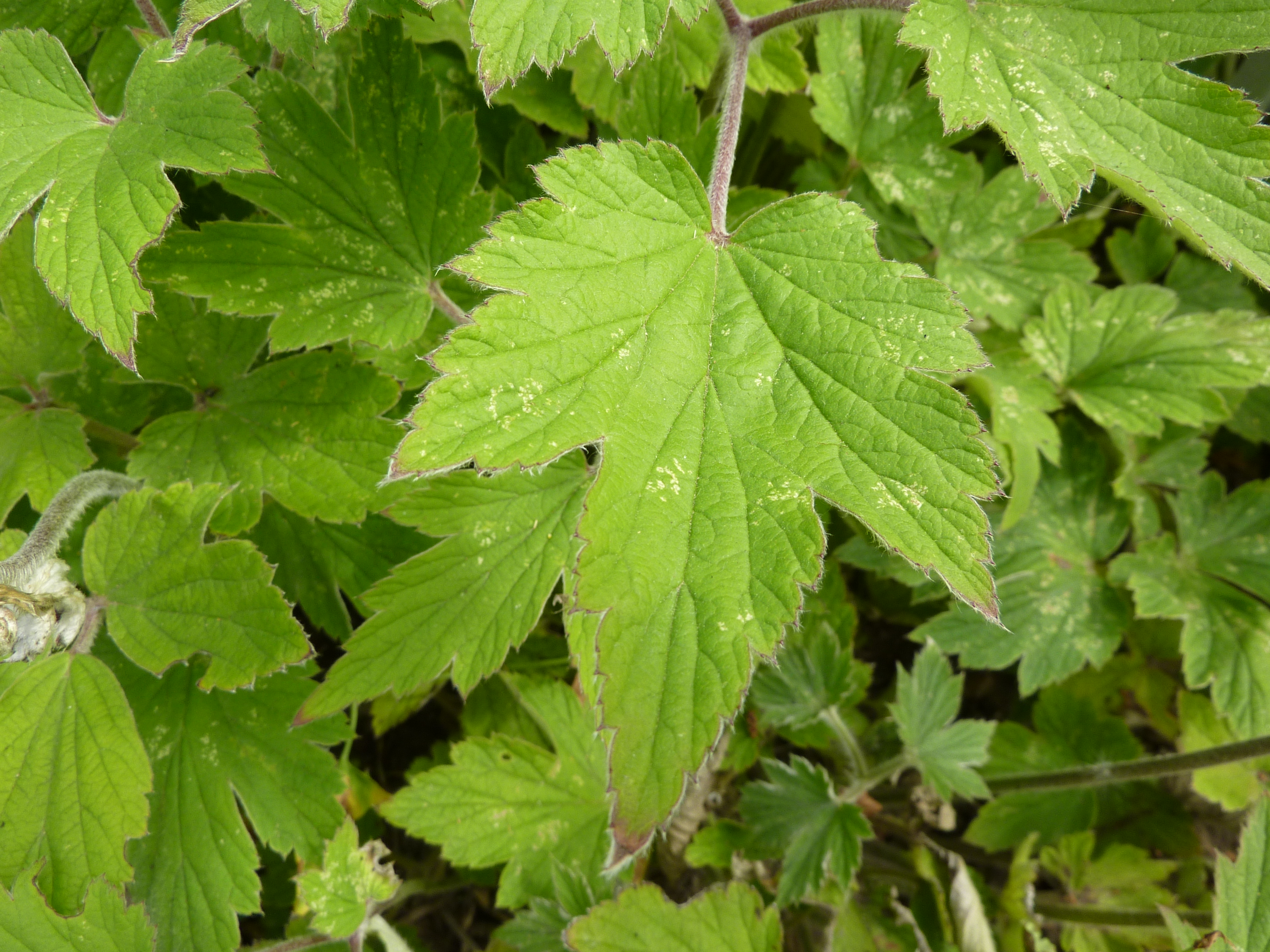
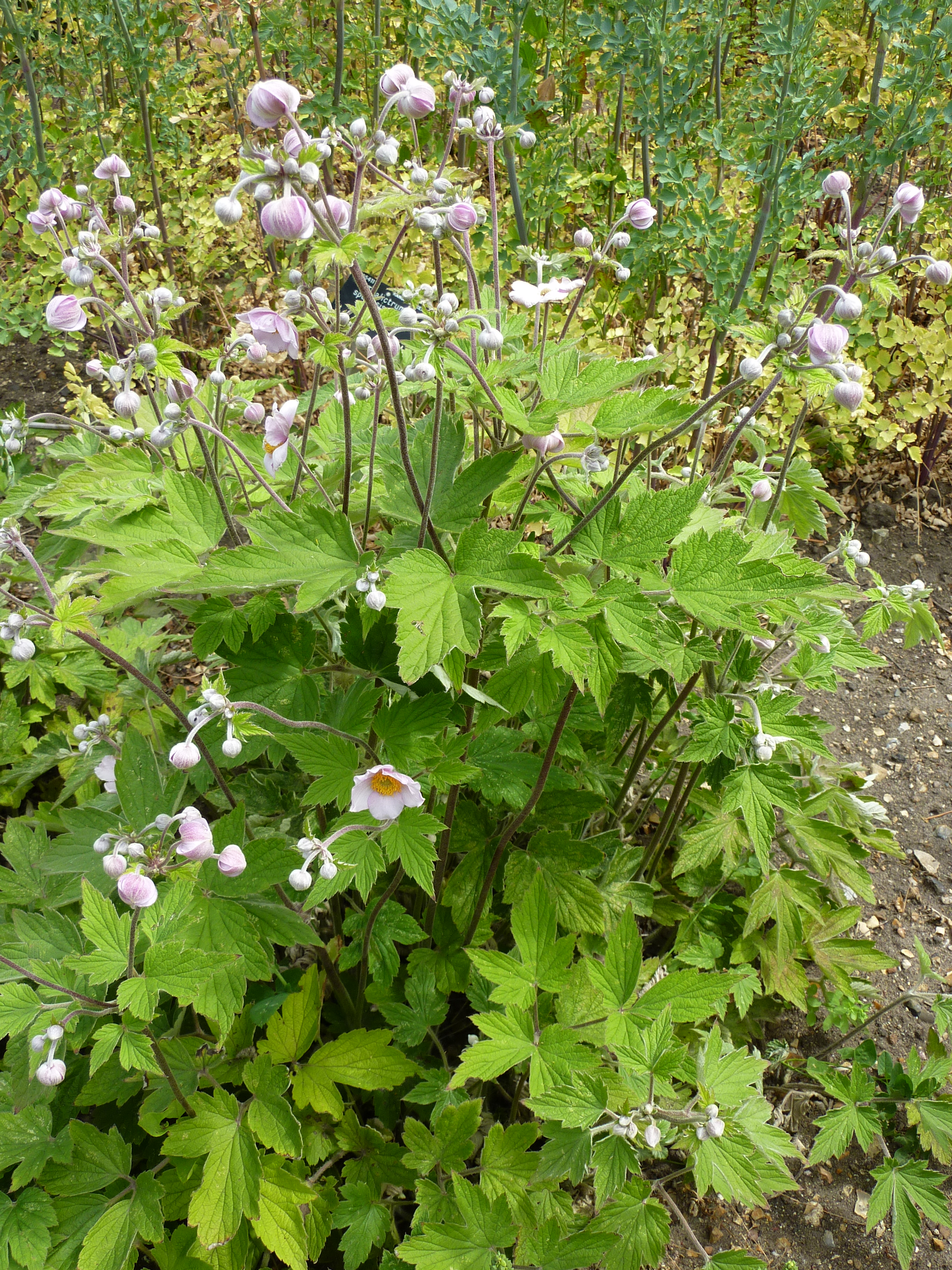
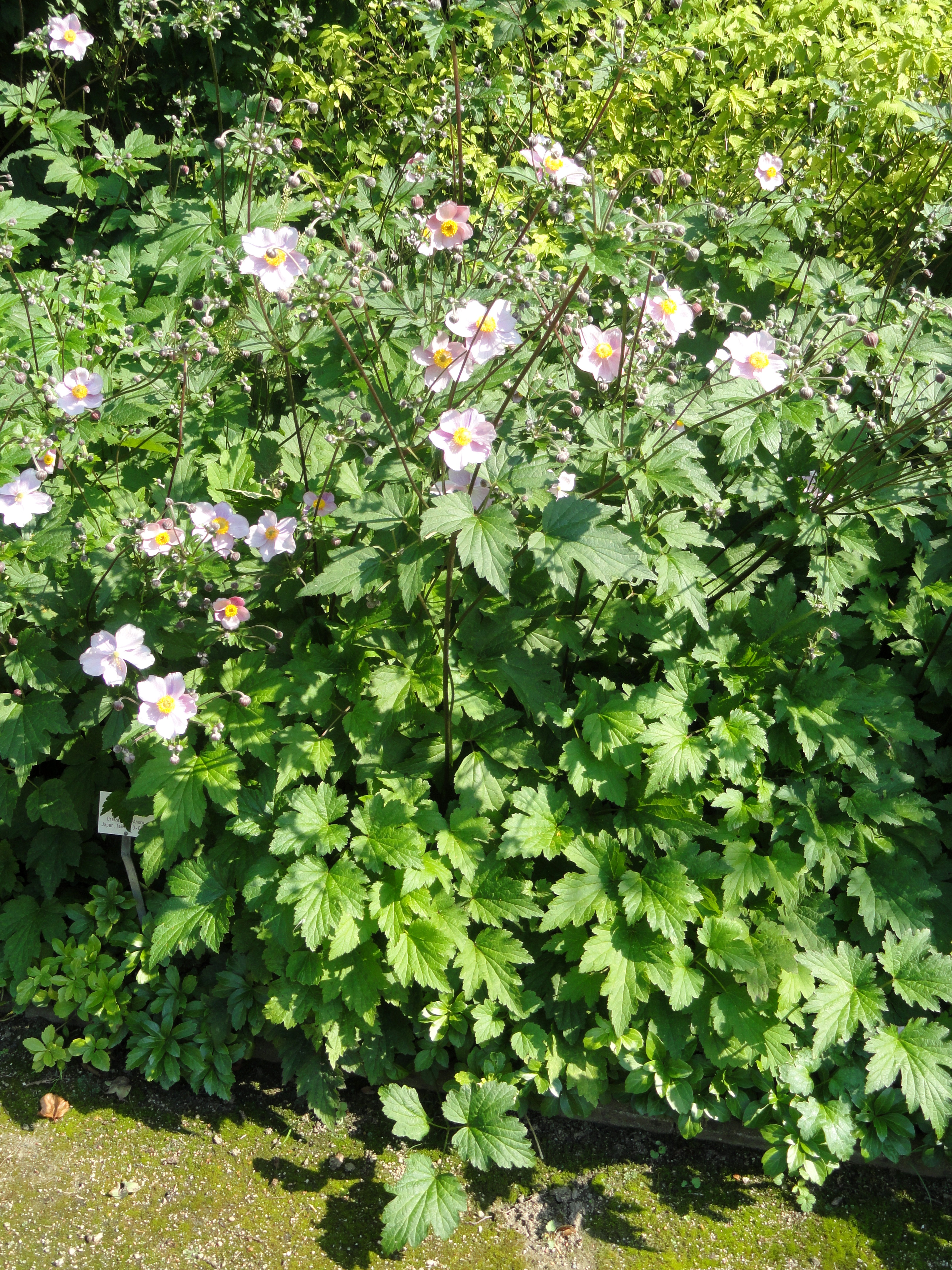
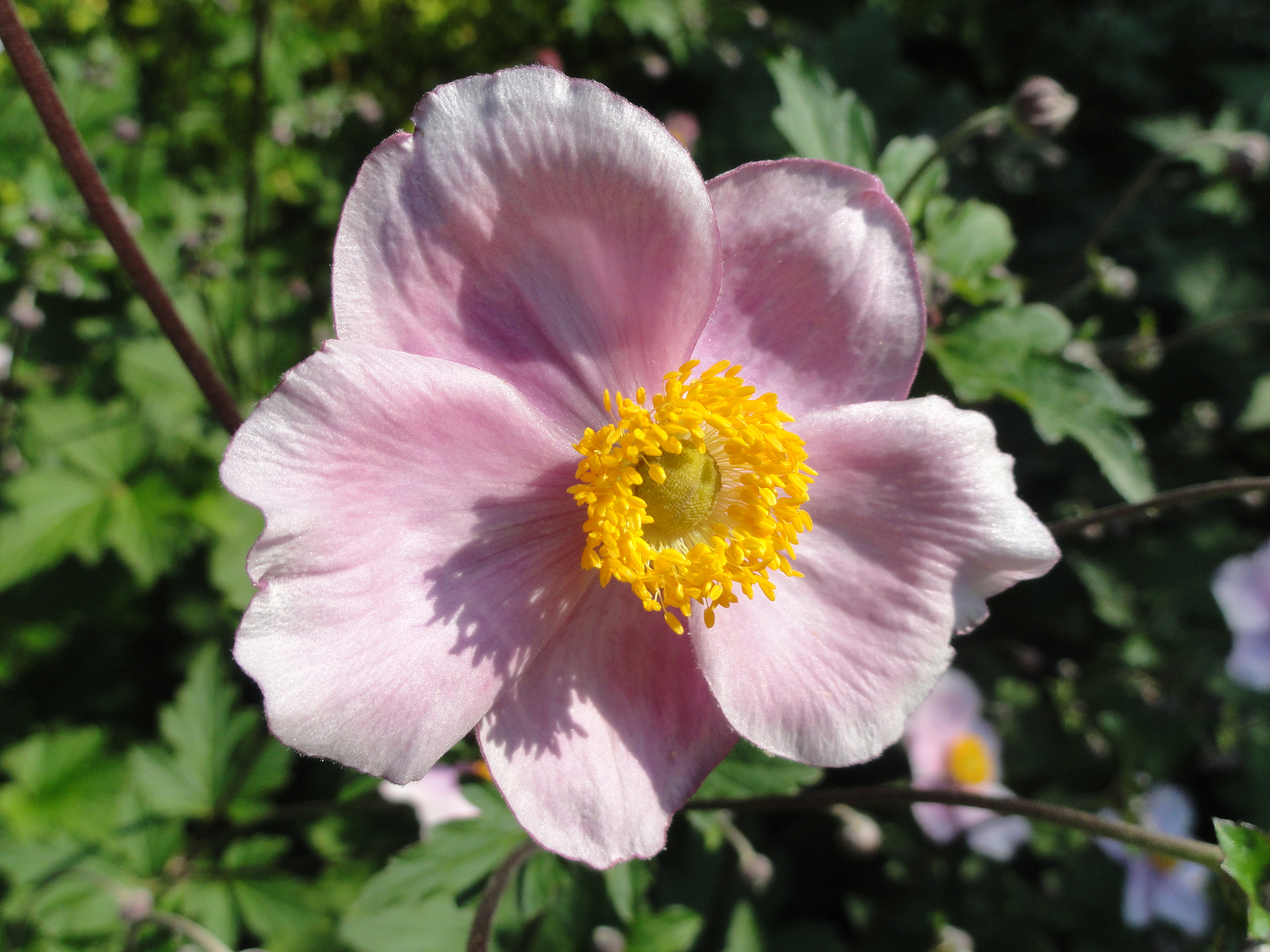